# Euagrotis atricincta
Euagrotis atricincta är en fjärilsart som beskrevs av Smith 1895. Euagrotis atricincta ingår i släktet Euagrotis och familjen nattflyn. Inga underarter finns listade i Catalogue of Life.